# Acido difeniletilacetico
L'acido difeniletilacetico è un composto chimico di formula chimica {\displaystyle {\ce {C14H12O2}}} che in condizioni standard si presenta come una polvere bianca.

## Caratteristiche strutturali e fisiche
Si tratta di un acido monocarbossilico costituito da una molecola di acido acetico, dove gli idrogeni metilici sono stati sostituiti rispettivamente da due gruppi fenilici.
| N. di atomi pesanti                  | 16                   |
| N. di donatori di legami a idrogeno  | 1                    |
| N. di accettori di legami a idrogeno | 2                    |
| Massa monoisotopica                  | 212,083729628 u      |
| Superficie polare                    | 37 Å²                |
| Polarizzabilità                      | 24,5 ± 0,5 10⁻²⁴ cm³ |
| Rifrattività molare                  | 61,8 ± 0,3 cm³       |
| Volume molare                        | 180,7 ± 3,0 cm³      |
| Entalpia di vaporizzazione           | 46,74 kJ/mol         |
| Entropia di fusione                  | 74,38 J mol/K        |
| Tensione superficiale                | 49,2 ± 3,0 dyne/cm   |

## Abbondanza e disponibilità
Il composto è naturalmente presente in S. brahuica.

## Sintesi
Il composto si può ottenere per riduzione dell'acido benzilico con fosforo rosso e iodio su reflusso di acido acetico.
Un secondo metodo prevede di riscaldare il bromodifenilmetano a 165 °C per 18 ore con 2/3 del peso di cianuro mercurico. La massa così ottenuto viene fatta reagire con benzene e acqua. La soluzione con il benzene viene dunque fatta decantare e distillata. Il prodotto ottenuto viene è trattato con idrossido di potassio, agitato con acqua ed etere, per essere pio riscaldata al fine di allontanare l'etere. Si aggiunge acido cloridrico facendo precipitare l'acido difenilacetico.

## Reattività e caratteristiche chimiche
Il composto può essere purificato attraverso cristallizzazione con uso di benzene e acqua o soluzione acquosa di etanolo al 50%. In soluzione con DMSO e butanolo, il composto si ossida e forma acido benzilico. Il composto reagisce con:
- acridina[18]
- anidride pivaloilica[19]
- acido solforico (decarbossliazione)[20]
- acido clorosolfonico[21]

### Composti
- acido 2-idrossi-2,2-difenilacetico[22]

### Spettri analitici
- 1D NMR[23]
- 1H NMR[24]
- 13C NMR[25]
- EI-MS[26]
- GC-MS[27][28]
- MS-MS[27]
- FTIR[29]
- ATR-IR[30]
- IR in fase di vapore[31]
- Raman[32]

## Farmacologia e tossicologia

### Tossicologia
Negli studi sulla dose letale su ratti e topi ha provocato cambiamenti nell'attività motoria, atassia, e variazioni nel numero degli eritrociti. Può causare irritazione nell'uomo.

## Applicazioni
Il composto viene utilizzato come reagente e intermedio nelle sintesi organiche e nella titolazione di reagenti organometallici (es. reattivi di Grignard).

## Impatto ambientale
| Coefficiente di assorbimento del suolo (KOC) | 248,41 a pH 5,5 3,94 a pH 7,4 |
| Fattore di bioconcentrazione (BCF)           | 33,76 a pH 5,5 1,00 a pH 7,4  |